# Riddarna (band)
Riddarna är ett rockband från Gotland som grundades 2009 och släppte sin första EP Släppa Allt - Glöm Allt! hösten 2010 och följde upp det med den självbetitlade fullängdaren Riddarna våren efter. Båda möttes av överlag varma recensioner och hyllades av bland annat av tidningarna DN, GP, Gaffa och Sonic.  I bandet ingår Edward Forslund, gitarr och sång, Erik Dahlström, trummor och Patrik Jakubowski som spelar bas och sjunger. 
Bandet har fortsatt ge ut album och hann med att släppa fyra under 10-talet, det senaste En Annan Tid släpptes 2017. De har på albumen spelat in flera covers från vitt skilda genrer som eurodiskodängan Rytmen I Natten och Nationalteaterns Kolla Kolla. 
Riddarna var med som band med i filmen Känn ingen sorg vilken kretsar kring Håkan Hellström och har hämtat handling från några av hans låtar. 
Låten ”Simma hem” är med i actionspelet Hotline Miami 2: Wrong Number där bandmedlemmarna även figurerar på en av banorna. 
Riddarna har vunnit det gotländska musikpriset Rockskallen två gånger (2013 och 2019) samt varit nominerade till GAFFA-priset två gånger (årets svenska genombrott 2011 samt årets svenska rock och årets svenska grupp 2014) och Manifestgalan (årets rock 2013).
2025 meddelade bandet via sina sociala medier att de arbetar på sitt femte album.

## Diskografi

### Studioalbum
- 2011 - Riddarna
- 2012 - Bakom Molnen
- 2014 - Under Jorden
- 2017 - En Annan Tid

### EP
- 2009 - Släpp Allt - Glöm Allt!

### Singlar
- 2011 - Känner du som jag
- 2012 - Helvete
- 2012 - Det Kommer Aldrig Att Gå
- 2013 - På Topp
- 2013 - Över Gränsen
- 2013 - Simma Hem
- 2013 - Vad Som Helst
- 2014 - Hjärtat Slår
- 2015 - Ni Tar Mig Aldrig Levande
- 2017 - Ingenting
- 2017 - Härlig Är Jorden
- 2017 - En Annan Tid
- 2018 - Saker Att Leva För